# Comuna de Świerklaniec
Świerklaniec (polaco: Gmina Świerklaniec) é uma gminy (comuna) na Polónia, na voivodia de Silésia e no condado de Tarnogórski. A sede do condado é a cidade de Świerklaniec.
De acordo com os censos de 2004, a comuna tem 10 890 habitantes, com uma densidade 246,00 hab/km².

## Área
Estende-se por uma área de 44,26 km², incluindo:
- área agrícola: 29%
- área florestal: 47%

## Demografia
Dados de 30 de Junho 2004:
|                      | Total   | Total | Mulheres | Mulheres | Homens  | Homens |
| -------------------- | ------- | ----- | -------- | -------- | ------- | ------ |
|                      | pessoas | %     | pessoas  | %        | pessoas | %      |
| População            | 10 890  | 100   | 5550     | 51       | 5340    | 49     |
| Densidade (pop./km²) | 246     | 100   | 125,4    | 125,4    | 120,7   | 120,7  |

De acordo com dados de 2002, o rendimento médio per capita ascendia a 1257,84 zł.